# Lijst van shows van Cirque du Soleil
Dit is een Lijst van shows van het Cirque du Soleil.

## Afgelopen shows
- La Magie Continue
- Le Cirque Réinventé
- Midnight Sun
- Nouvelle Expérience

## Huidige shows

### Reizende voorstellingen
- Alegría
- Corteo
- Dralion
- KÀ
- Koozá
- Quidam
- Varekai
- Kurios
- Crystal

### Vaste voorstellingen
- La Nouba
- Love
- Mystère
- "O"
- Wintuk
- Zumanity

### Arenashows
- Delirium
- Saltimbanco